# برونو جينيسيو
برونو جينيسيو (1 سبتمبر 1966 في ليون) (بالإنجليزية: Bruno Génésio)‏ لاعب كرة قدم فرنسي معتزل كان يجيد اللعب في خط الوسط . ساهم في تتويج نادي ليون ببطولة دوري الدرجة الثانية موسم 1988-1989 ثم مع نادي نيس موسم 1993-1994 . حاليا فهو ضمن الجهاز التدريبي لنادي ليون منذ 2007 .

## روابط خارجية
- برونو جينيسيو على موقع قاعدة بيانات كرة القدم.إي يو (الإنجليزية)
- برونو جينيسيو على موقع ليكيب (الفرنسية)
- برونو جينيسيو على موقع Soccerbase.com (مدرب) (الإنجليزية)
- برونو جينيسيو على موقع Soccerway.com (الإنجليزية)